# Gás em uma caixa
Em mecânica quântica, os resultados de uma partícula quântica em uma caixa podem ser usados para visualizar-se a situação de equilíbrio para para um gás quântico ideal em uma caixa na qual está contido um grande número de moléculas as quais não interegem com outras exceto por colisões térmicas instantâneas.
Este modelo simples pode ser usado para descrever um gás clássico ideal tanto quanto um gás de Fermi ideal massivo, o gás de Bose ideal massivo tão bem quanto uma radiação de corpo negro a qual pode ser tratada como um gás de Bose desprovido de massa.
Usando os resultados de qualquer uma das da estatísticas de Maxwell-Boltzmann, estatística de Bose-Einstein ou estatística de Fermi-Dirac nós usamos a aproximação de Thomas-Fermi e levamos ao limite de uma caixa muito grande, e expressamos a degeneração dos estados de energia como um diferencial, e somatórios sobre os estados como integrais.
Nós iremos então estar em posição de calcular as propriedades termodinâmicas do gás usando a função partição ou a grande função partição. Estes resultados serão obtidos tanto para as partículas massivas quanto para as desprovidas de massa.